# Hucking
Hucking est un petit hameau et civil parish dans le district de Maidstone dans le comté du Kent.
Il se trouve au sommet de la North Downs dans une zone classée d'une beauté exceptionnelle (AONB). Près des villages de Hollingbourne, Detling, Bicknor et Wormshill et entre l'A249 et la B2163 principales routes reliant les villes de Sittingbourne et Maidstone. L'église paroissiale est dédiée à St Margaret.